# Eugenia yatuae
Eugenia yatuae är en myrtenväxtart som först beskrevs av Mcvaugh, och fick sitt nu gällande namn av Bruce K. Holst. Eugenia yatuae ingår i släktet Eugenia och familjen myrtenväxter. Inga underarter finns listade i Catalogue of Life.